# آي بود شفل
آي بود شفل (بالإنجليزية: iPod Shuffle)‏ هو عباره عن جهاز موسيقى محمول من أنتاج شركة أبل وهو يعتبر جهاز من عائله آي بود وتم الأعلان عنه في 11 يناير 2006 تحت عنوان "life is random" وهو يعتبر أول جهاز آي بود يستخدم ذاكرة وميضية.

## روابط أخرى
- الصفحة الرسمية آي بود شفل
- الموقع الرسمى لشركة أبل